# George Mikes
George Mikes (ur. 15 lutego 1912 w Siklós, zm. 30 sierpnia 1987 w Londynie) – brytyjski pisarz i dziennikarz pochodzenia węgierskiego.

## Życiorys
Pracował w Budapeszcie jako dziennikarz dla lokalnej gazety. W 1938 roku został wysłany do Londynu, w celu relacjonowania kryzysu monachijskiego. Miał tam przebywać kilka tygodni, jednak pozostał w Wielkiej Brytanii na stałe. Dwukrotnie był żonaty, z pierwszego małżeństwa miał syna. Był przyjacielem Arthura Koestlera.

## Wybrane dzieła
- How to Be an Alien: A Handbook for Beginners and More Advanced Pupils (1946)
- How to Scrape Skies: The United States Explored, Rediscovered and Explained (1948)
- Wisdom for Others (1950)
- Milk and Honey: Israel Explored (1950)
- Shakespeare and Myself (1952)
- Uber Alles: Germany Explored (1953)
- Italy for Beginners (1956)
- How to Be Inimitable: Coming of Age in England (1960)
- How to Tango: A Solo Across South America (1961)
- Switzerland for Beginners (1962)
- How to Unite Nations (1963)
- Germany Laughs at Herself: German Cartoons Since 1848 (1965)
- Eureka!: Rummaging in Greece (1965)
- How to Be Affluent (1966)
- Mortal Passion (1976)
- Boomerang: Australia Rediscovered (1968)
- The Prophet Motive: Israel Today and Tomorrow (1969)
- The Land of the Rising Yen: Japan (1970)
- Humour in Memoriam (1970)
- Any Souvenirs?: Central Europe Revisited (1971)
- The Spy who Died of Boredom (1973)
- How to Be Decadent (1977)
- Tsi-Tsa: The Biography of a Cat (1978)
- English Humour for Beginners (1980)
- How to Be Seventy: An Autobiography (1982)
- How to Be Poor (1983)
- How to Be a Guru (1984)
- How to Be God (1986)
- The Riches of the Poor: Who's WHO (1987)